# 歐洲君主政體

歐洲實行君主制（红色）以及共和制（藍色）的國家

君主制在中世紀的歐洲一直是主流的政體，間中與公社制對抗，海上共和国和瑞士邦聯就是當中的著名例子。十九世紀之時，君主制依然在歐洲有重要地位。近代二十世紀初，共和制及共和主义逐漸興起，但當時的歐洲共和國只有法國、瑞士和聖馬利諾。第一次世界大戰結束後，大部分君主制度因為戰爭或革命而被推翻。到二十一世紀，歐洲大部分國家均為共和國，由選舉產生國家元首。
歐洲君主制主要可以分為兩大類，近世立國及拿破崙戰爭期間立國，前者有丹麥、挪威、瑞典、英國、西班牙和安道爾；後者為列支敦士登、比利時和盧森堡。至於梵蒂岡則在1929年獲承認為主權國，由聖座和教宗統治。
目前各個君主國內雖然有小部份要求廢除君主制的支持者（例如英國的共和國黨），但未見有明顯大規模的浪潮。
歐洲目前只剩下12個君主國，當中7個為王國（丹麥、挪威、瑞典、英國、西班牙、荷蘭和比利時）、3個親王國（安道爾、列支敦士登和摩納哥）、1個大公國（盧森堡）、1個神權國（梵蒂岡）。
10位歐洲君主是世襲登基，其餘2位是選舉產生，梵蒂岡的教宗透過秘密會議選出，而安道爾親王則由直選選出的法國總統和教宗委任的烏格爾主教共同擔任。
9個歐洲君主國為君主立憲國，君主被立法禁止動用或按慣例不會使用政治權力，因而不會影響國家的政治；列支敦士登和摩納哥則被視為半君主立憲國，兩國的親王依然會對政界施加不少影響力；梵蒂岡則是政教合一的君主專制。
12個君主國中的一半是歐洲聯盟成員國，即比利時、丹麥、盧森堡、荷蘭、西班牙和瑞典。

## 歷史

### 起源

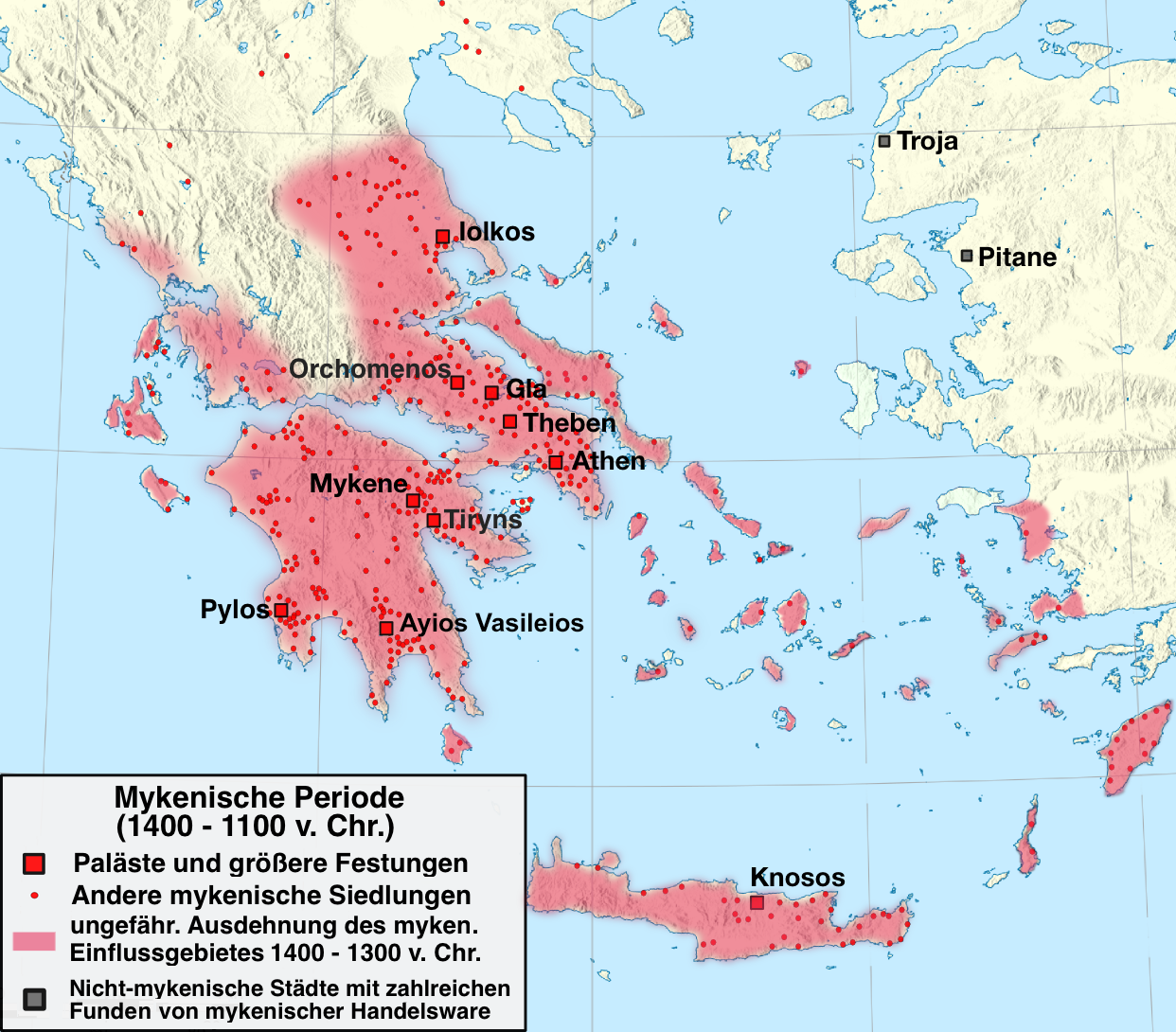
希臘邁錫尼文明地圖

歐洲的王權觀念要追溯至史前的酋長形態，原史希臘的米諾亞（約前3200年－約前1400年）和邁錫尼文明（約前1600年－約前1100年）是最早期的例子。當線形文字B成功在1952年破譯後，人們開始了解邁錫尼時的社會結構，並得知國王是宮廷經濟的領袖。但到黑暗時代（約前1100年－約前750年），經濟領袖的角色轉移至擁兵的大鄉紳身上。

### 古典與古風時代

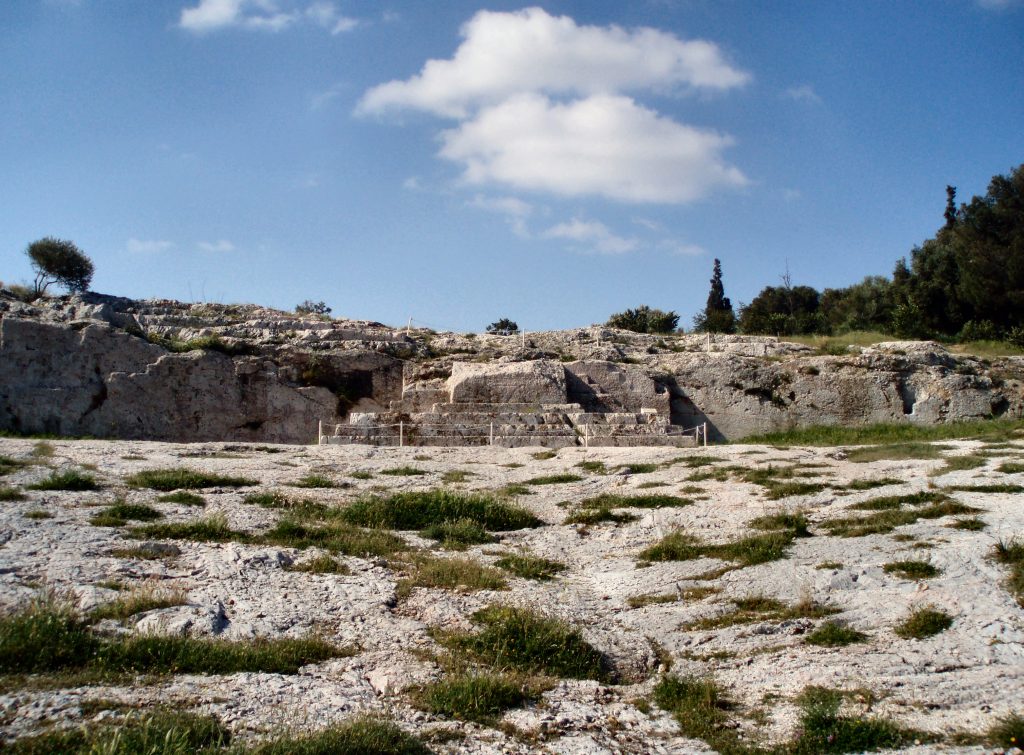
雅典民主集會心臟地帶普尼克斯

古典時代伊始，君主就要面對不同種類的共和制政府，即行政權是在當選領袖群體手中，而非由世襲繼承人擁有。後來到古風時期（約前750年－前500年），幾乎所有希臘城邦以及羅馬的王權消失得無影無蹤，貴族便托起領導城邦的大任（即貴族政治時期）。但隨著他們的經濟和軍事力量基礎倒塌，僭主趁機篡奪權力，主政兩個世紀（前七世紀和尤其是前六世紀）。前五世紀左右，財閥領導的寡頭政治和自由男性公民領導的民主政治成為古典希臘的主流，後者演變成著名的雅典式民主（前六世紀 - 前322年）；斯巴达則成為一個混合君王（輪流雙王）、貴族政治（元老院）和民主制度（雅彼拉）的著名軍事城邦；羅馬共和國（約前509年－前27年）的憲法就混合了寡頭、民主和最重要的貴族政治。而在美蘭諾威時期發展的伊特拉斯坎文明城邦（約前900年－約前700年）也似乎有同樣的規律，即君主被寡頭領導的共和國所推翻（前5世紀 – 前4世紀）（8:18）。

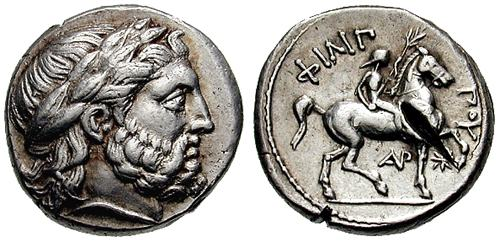
馬其頓國王腓力二世在前338年統一所有希臘城邦

兩大希臘城邦雅典和斯巴達互相攻擊對方，導致兩敗俱傷，其中又以伯罗奔尼撒战争（前431年－前404年）最為慘重。而兩城曾被底比斯統治一段時間（前371年－前360年）。最終所有希臘城邦都在前338年被馬其頓王國征服，結束自由自治城邦時期，六年後雅典式政治也被消滅。後繼的希臘化時代（前334年－前30年），亚历山大大帝的多名繼業者為爭奪馬其頓王權而內訌，結果由安提柯在前277年奠定勝利。與此同時，位處現今北非突尼西亞的腓尼基城邦迦太基開始殖民西西里岛、薩丁尼亞島、科西嘉、巴利阿里群島和伊比利亞南部，而迦太基帝國在前814年立國時就是實行君主制，但在前4世紀改行由首席裁判官治理的共和國。最終，羅馬在前350年前後征服整個意大利，並在布匿战争擊敗迦太基（前264年－前146年）。前168年，馬其頓被羅馬人控制並被分為四個附屬共和國，20年後被羅馬吞併，再兩年後連希臘也步馬其頓的後塵，令到羅馬的領土涵蓋歐洲所有文明地帶。至於伊比利亞其餘部分、伊利里亞沿岸和高盧，就由尤利烏斯·凱撒將軍將他們納入版圖。攘外以後就要安內，凱撒擊敗政敵格奈乌斯·庞培後獲委任為「獨裁官」平內亂。前44年，統治事業正邁向巔峰並快將創立一個朝代的凱撒，被马尔库斯·尤利乌斯·布鲁图斯領導的共和派小隊所暗殺，結束其一生。

### 羅馬帝國

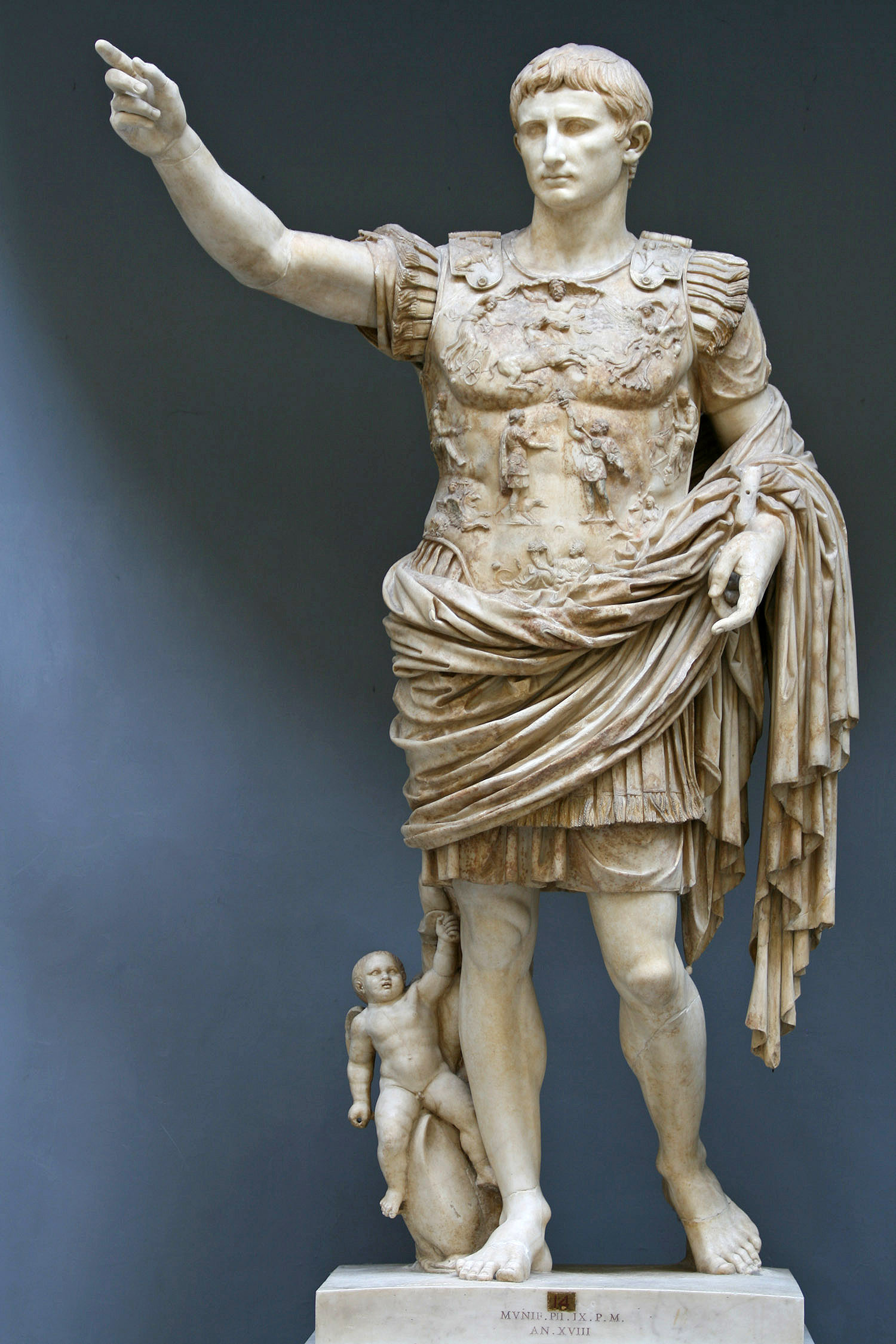
羅馬帝國首任皇帝奥古斯都（前27年－14年在位）

凱撒養子屋大維在羅馬內戰中佔優，更在前27年將羅馬共和國改制為羅馬帝國，創立羅馬君主制並稱帝為奥古斯都，作為第一公民的他又謙稱自己為「同輩者之首」。羅馬皇權在284年大大擴張，戴克里先將元首制加強為專制的多米那特制。羅馬帝國承認多個有宗主權的從屬國地位，當中大部分都在亞洲；帝國亦承認不列顛尼亞的附庸酋長王。大部分在5世紀成立的蠻族王國（包括蘇維匯、勃艮第、汪達爾、法蘭克、西哥特、東哥特等）都至少在名義上承認了羅馬皇帝的地位。至於日耳曼王國就鑄造刻有羅馬帝王肖像的金幣，一直至6世紀。羅馬帝國的皇位成為中世紀歐洲皇權的中心、締造君權神授觀念、奠定教宗在拉丁禮教會的地位、以至促使查理曼復辟和發展神聖羅馬帝國。

### 中世紀歐洲
中世纪的歐洲君主制度很大程度源於基督教化和君權神授論，部分也受到日耳曼國王的影響。近世的歐洲大國得以屹立，就是中世紀開展的權力中央化的最終結果。
西羅馬帝國崩裂成為多個蠻族王國普遍被視為中世纪前期的開始。西歐的法蘭克王國在8世紀成為加洛林帝国；盎格鲁-撒克逊英格兰的七国时代在10世紀結束，由英格兰王国統一諸國。當加洛林帝國在9世紀倒塌後，歐洲的封建制度令國王置於附庸國之上，而地區事務因而要依賴男爵、伯爵或公爵。到中世紀中期，歐洲封建庄园制度在法蘭西王國、英格兰王国、苏格兰王国和神圣罗马帝国（包括德國和意大利的名義王國）尤其盛行。

### 近代歐洲

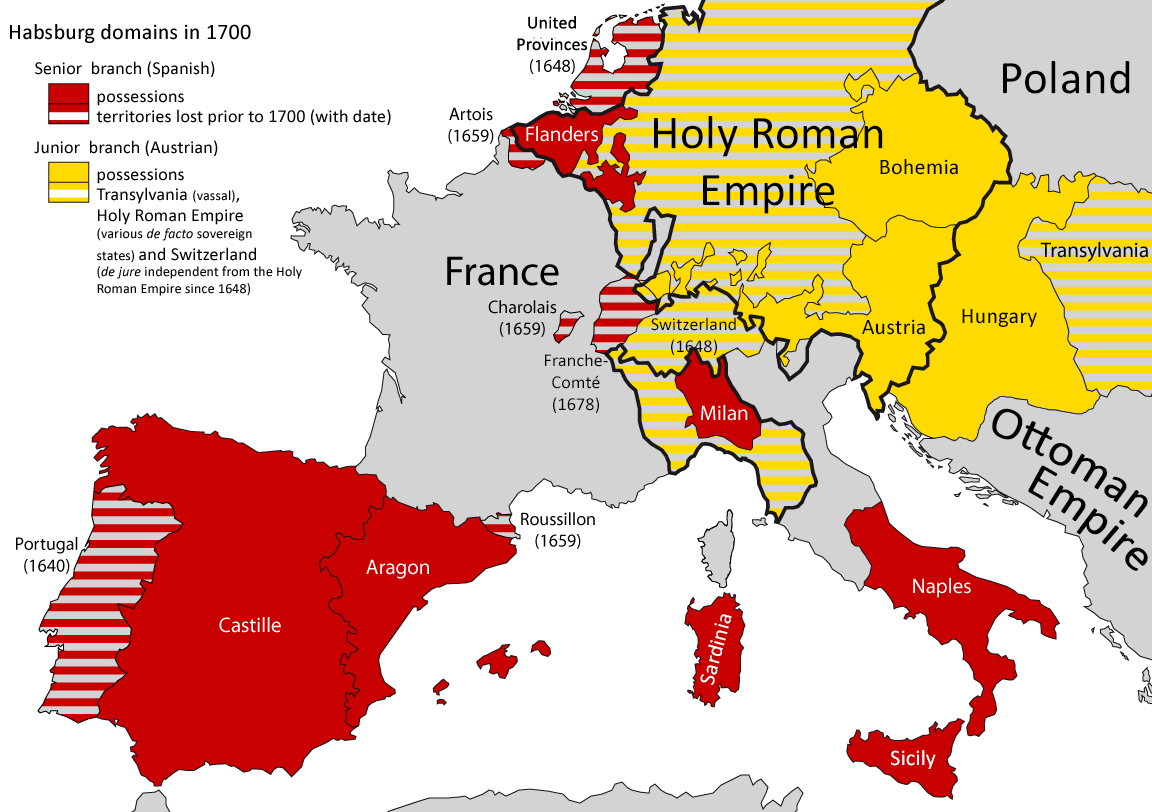
哈布斯堡王朝在1700年主宰歐洲

主權國家的冒起以及宗教改革令君權神授論得以在政治上和宗教上獲認證，更在英格蘭的詹士一世和蘇格蘭的詹士六世在位期間（1567年－1625年）脫穎而出。法國的路易十四（1643年－1715年）也大力宣揚此論說。
近代歐洲的發展主要圍繞著宗教战争，包括影響深遠的三十年戰爭。各國君主都將權力收歸中央，發展成爲大国甚至殖民帝國。當時的大國就包括：
- 法蘭西王國（英语：Early modern France）及其殖民帝國；
- 葡萄牙王國及其帝國，以及伊比利亞聯盟；
- 西班牙王朝（1700年前為哈布斯堡、1700年後為波旁）及其帝國；
- 英格蘭王國和蘇格蘭王國聯合後的大英帝国和大不列顛王國（1707年之後）；
- 神圣罗马帝国的勢力逐漸被哈布斯堡君主國和普魯士取代；
- 俄罗斯沙皇国；
- 接續波蘭王國的波蘭立陶宛聯邦；
- 瑞典王國在三十年戰爭期間短暫躍升為瑞典帝國；
- 丹麥挪威王國

而哈布斯堡王朝在17世紀成為歐洲大陸上最為顯赫的王朝，及後分裂成為西班牙和奧地利分支。

### 現代歐洲

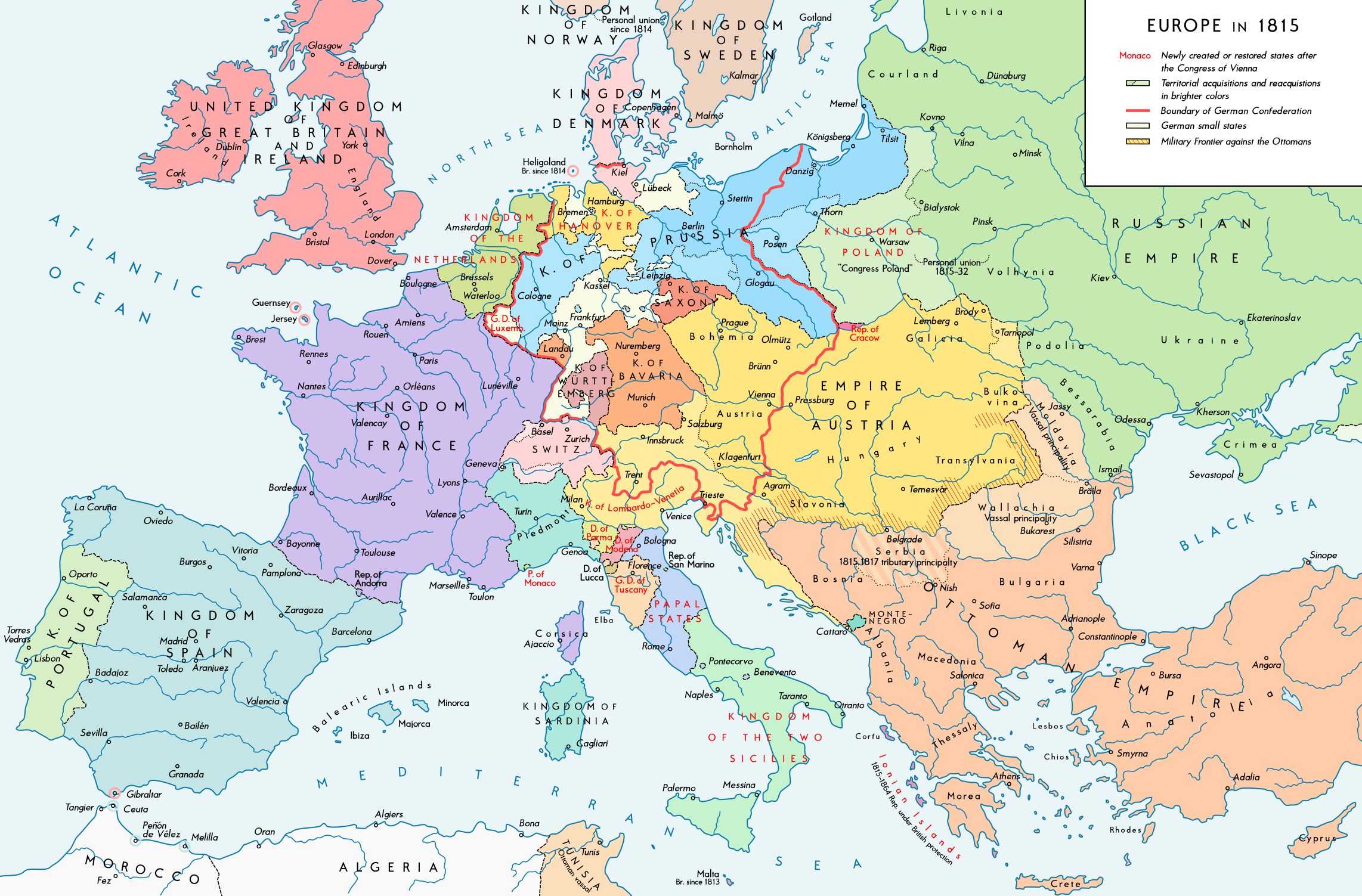
1815年歐洲地圖

英國君主在1649年遭到英格蘭議會廢黜，掀起歐洲的議會化浪潮。1775年至83年的美國革命以及1789年至99年的法國大革命更是沉重地打擊歐洲君主制。法蘭西王國在1791年短暫改制為君主立憲制，到翌年9月21日正式廢除王位，甚至連被罷黜的國王也難逃一死。法国大革命战争（1792年－1799年）更是將反君主浪潮蔓延至全歐洲，部分大國王位一去不返。法兰西第一共和国擴地和吞併鄰國，或控制他們成為姊妹共和國。德國方面，1803年的世俗化運動徹底地重組神聖羅馬帝國的政治架構，較小的親王國和所有教會領地被較大的君主國兼併。不過在雾月政变以後，拿破崙篡奪權力，並在1804年自行稱帝，建立新的君主制帝國，以及任命親戚擔任姊妹國的君主。1806年，在拿破仑的威逼下，神圣罗马帝国末代皇帝弗朗茨二世放弃帝位，持续千年的神圣罗马帝国解体，罗马人国王的头衔也不再传承。
隨著拿破崙在1814年和15年戰敗，维也纳会议決定整個歐洲應由多個列強君主主宰（除了瑞士和數個不太重要的共和國）。1814年，法國波旁王朝復辟，但在1830年被自由派的七月王朝取代，整個君主制繼而在1848年革命後被廢除。不過民選總統的拿破仑三世又在1852年稱帝及創立法蘭西第二帝國；西西里王國和那不勒斯王国（即兩西西里王國）在1861年被併入薩丁尼亞王國而組成意大利王國。奧地利和普魯士分別號召統一所有日耳曼國家，雙方最終在1866年爆發普奥战争，以普方的勝出為結。拿破崙三世在普魯士挑釁下，於1870年宣戰，而法方最後戰敗。最後普魯士在1870年至71年期間統一南部日耳曼諸侯國，創立德意志帝國。至於戰敗的法國帝國則被法兰西第三共和国取代，成為第一次世界大戰之前唯一的歐洲共和大國。
19世紀的政治主要圍繞著激進反君主主義抑或保守君主主義的爭端。西班牙王國在1873年短暫被廢，但翌年就復辟，但君主制在1931年再被廢，到1978年再復辟君主制。鄰國葡萄牙在1910年改行共和制，俄罗斯帝国和普魯士王國分別在1917年和1918年覆滅。匈牙利王國在1867年成為哈布斯堡的領地，1918年君主制被廢，兩年後重設王位，到1946年再被廢。同樣地，哈布斯堡治下的波希米亞王國也在1918年滅亡。
拿破崙戰爭是現代歐洲政治版圖的轉捩點，多個王國在法兰西第一帝国倒台後重現歐洲大陸之上：
- 奧地利帝國及奥匈帝国（1804年－1918年）
- 符騰堡王國（1805年－1918年）
- 巴伐利亞王國（1805年－1918年）
- 荷兰王国（1805年－今）
- 萨克森王国（1806年－1918年）
- 兩西西里王國（1808年－1861年）
- 法蘭西王國（1814年－1848年）
- 汉诺威王国（1814年－1866年）
- 波蘭王國（1815年－1867年、1916 - 1918年）
- 比利時王國（1830年－今）
- 德意志帝國（1871年－1918年）
- 希臘王國（1832年－1973年）
- 意大利王國（1861年－1946年）
- 羅馬尼亞王國（1882年－1947年）
- 俄罗斯帝国（1721年－1917年）
- 塞爾維亞王國（1882年－1918年）
- 保加利亞王國（1908年－1946年）

大多數國家都在20世紀的一戰或二戰後廢除君主制，成為共和國的一員，但也有在战间期建立君主國的例子：
- 南斯拉夫王國（1918年－1945年）
- 匈牙利王國（1920年－1946年）
- 阿爾巴尼亞王國（1928年－1944年）

### 版圖變遷
| 君主制                         | 共和制                 | 教會領地               | 波蘭立陶宛 |
| ------------------------------ | ---------------------- | ---------------------- | ---------- |
| 1714年，西班牙王位繼承戰爭之後 | 1789年，法國大革命前夕 | 1799年，法國大革命尾聲 | 1815年     |
| 1914年                         | 1930年                 | 1950年                 | 2015年     |

## 现任君主

### 歐洲君主列表
| 國家                       | 體制 | 繼承                         | 王朝                              | 頭銜     | 肖像 | 君主                        | 出生日         | 年齡 | 登基           | 繼承人                                       |
| -------------------------- | ---- | ---------------------------- | --------------------------------- | -------- | ---- | --------------------------- | -------------- | ---- | -------------- | -------------------------------------------- |
| 安道爾公國                 | 立憲 | 官守： 烏格爾主教 及法國總統 | —                                 | 大公     |      | 霍安·恩里克·比韦斯·西西利亚 | 1949年7月24日  | 75   | 2003年5月12日  | 沒有，由教宗委任                             |
| 安道爾公國                 | 立憲 | 官守： 烏格爾主教 及法國總統 | —                                 | 大公     |      | 埃马纽埃尔·马克龙           | 1977年12月21日 | 47   | 2017年5月14日  | 沒有，由法國選民選出                         |
| 比利時王國                 | 立憲 | 世襲                         | 薩克森-科堡-哥達                  | 國王     |      | 菲利普                      | 1960年4月15日  | 65   | 2013年7月21日  | 法定：布拉班特女公爵伊莉莎白公主（長女）     |
| 丹麥王國                   | 立憲 | 世襲                         | 格呂克斯堡                        | 國王     |      | 佛瑞德里克十世              | 1968年5月26日  | 56   | 2024年1月14日  | 法定：克里斯蒂安王储（長子）                 |
| 列支敦士登親王國           | 立憲 | 世襲                         | 列支敦士登                        | 統治親王 |      | 漢斯·亞當二世               | 1945年2月14日  | 80   | 1989年11月13日 | 法定：阿洛伊斯王儲（長子）                   |
| 盧森堡大公國               | 立憲 | 世襲                         | 拿紹-威爾堡 （波旁）              | 大公     |      | 亨利                        | 1955年4月16日  | 70   | 2000年10月7日  | 法定：紀曉姆大公儲（長子）                   |
| 摩納哥親王國               | 立憲 | 世襲                         | 格里馬爾迪                        | 統治親王 |      | 阿爾貝二世                  | 1958年3月14日  | 67   | 2005年4月6日   | 法定：雅克王儲（長子）                       |
| 荷蘭王國                   | 立憲 | 世襲                         | 奧蘭治-拿紹 （岩斯伯）            | 國王     |      | 威廉-亞歷山大               | 1967年4月27日  | 58   | 2013年4月30日  | 法定：奧蘭治的嘉塔蓮娜－亞瑪利雅公主（長女） |
| 挪威王國                   | 立憲 | 世襲                         | 格呂克斯堡                        | 國王     |      | 哈拉尔五世                  | 1937年2月21日  | 88   | 1991年1月17日  | 法定：哈康王儲（獨子）                       |
| 西班牙王國                 | 立憲 | 世襲                         | 波旁                              | 國王     |      | 費利佩六世                  | 1968年1月30日  | 57   | 2014年6月19日  | 推定：阿斯圖里亞斯女親王萊昂諾爾公主（長女） |
| 瑞典王國                   | 立憲 | 世襲                         | 贝尔纳多特                        | 國王     |      | 卡尔十六世·古斯塔夫         | 1946年4月30日  | 79   | 1973年9月15日  | 法定：維多利亞王儲（長女）                   |
| 大不列顛及北愛爾蘭聯合王國 | 立憲 | 世襲                         | 蒙巴顿-溫莎 （格吕克斯堡/蒙巴顿） | 國王     |      | 查爾斯三世                  | 1948年11月14日 | 76   | 2022年9月8日   | 法定：威爾斯親王威廉（長子）                 |
| 梵蒂岡城國                 | 專制 | 選舉                         | –                                 | 教宗     |      | 良十四世                    | 1955年9月14日  | 69   | 2025年5月8日   | 沒有，由樞機團選出                           |

### 概述

#### 安道爾
1278年，拉塞烏赫爾主教與富瓦伯爵簽署協議，同意分享內陸國安道爾的主權。自此，安道尔就成為一個大公國。後來富瓦伯爵的頭銜傳給納華拉國王，到納華拉國王亨利登基成為法蘭西國王後，他在1607年簽署王令，確立法國國家元首為富瓦伯爵的法定繼承人。1812年，安道爾被法兰西第一帝国吞併，翌年復歸獨立。目前的聯合大公為烏赫爾主教霍安·恩里克·比韦斯-西西利亚和法國總統埃马纽埃尔·马克龙。

#### 比利時
1830年比利时脫离荷蘭獨立，利奥波德一世登基成為開國國王。1950年3月12日，比利時舉行公投，最終57.68%選民支持被指控叛國和二戰期間失德的利奥波德三世復位。後來國內爆發騷亂，利奥波德三世於1951年7月16日讓位予兒子博杜安。現任君主是菲利普。

#### 丹麥
丹麦的君主制可以追溯至前10世紀的傳疑時代，令丹麥的君主制度成為歐洲最古老的。目前有超過八成國民支持保留君主制。丹麥國王也統治法罗群岛和格陵兰。目前君主是佛瑞德里克十世。

#### 列支敦士登
神聖羅馬帝國的查理六世頒下皇令，施伦贝格勳爵國與瓦都茲子爵國合二為一並升格為親王國。列支敦斯登正式在1719年1月23日立國，成為神羅的一部分。普雷斯堡和约簽署後，列支敦士登在1805年12月26日獨立成國，但之後又先後成為萊茵邦聯和德意志邦聯的一員。第一次世界大戰爆發後，列支敦士登決定將政策和貨幣等方面改為貼近瑞士而非奥匈帝国。列支敦士登在1921年起成為君主立憲國，但隨著漢斯·亞當二世在21世紀初要求對政界有更多影響力後，國家在2003年3月16日修憲公投後成為實際上的半君主立憲國，重走舊路。但法理上而言，列支敦士登依然是立憲國，而改制更像是由議會制轉為半总统制，而修憲後更容許舉行全面廢除君主制的公投。現任親王是漢斯·亞當二世，其子阿洛伊斯王储則在2004年8月15日起攝政。

#### 盧森堡
1815年3月16日，卢森堡與荷蘭聯合王國成為共主邦聯。同年6月9日，盧森堡獨立成為大公國，但繼續維持與荷蘭的關係。不過到1890年11月23日，繼承聯合王國的荷兰王国因由威廉明娜繼承威廉三世的王位，而不符盧森堡的薩利克繼承法。盧森堡因而結束共主關係，並決定由阿道夫登基，與荷蘭分道揚鑣。1919年9月28日，盧森堡舉行公投，80.34%人支持維持君主制。現任大公是亨利。

#### 摩納哥
格里馬爾迪王室自1297年起統治摩纳哥至今，而1793年至1814年期間則被法國控制，及後的1815年维也纳会议則決定摩納哥成為薩丁尼亞王國的保護國。1860年，法國與薩丁尼亞簽訂杜林協議，摩納哥轉手成為法國保護國。摩納哥翌年與法國簽署條約，摩納哥將芒通和羅克布呂訥-卡普馬丹以4百萬法国法郎割讓予法國，而法國也正式承認摩納哥的主權地位。2002年，法國與摩納哥再簽條約，確定一旦格里馬爾迪王室後繼無人的話，摩納哥也不會成為法國保護國，獨立地位會繼續。現任親王是阿尔贝二世。

#### 荷蘭
荷蘭王室自中世紀就是低地国家政治的一部分。1566年荷蘭爆發叛變，反對西班牙哈布斯堡王朝，繼而引爆八十年戰爭。到1581年，荷蘭正式獨立，而曾任荷兰省督的反叛軍領袖奧蘭治的威廉一世則成為新國元首。威廉一世生於拿騷王家，成為拿騷迪倫堡伯爵。1544年更世襲奧蘭治親王頭銜，因而創建奧蘭治-拿騷王朝。
16世紀至18世紀期間，荷蘭共和國的實際國家元首由威廉一世的後裔擔任，與世襲式其實無異。1815年，時任元首威廉四世親王採用國王頭銜，令荷蘭真正成為世襲國家，但依然採用共和國之名。同年3月15日，最後一任荷蘭省督威廉五世親王的兒子威廉一世國王登基，並宣布改制為聯合王國。1831年7月21日，荷蘭從比利時獨立，建立荷兰王国，延續至今。現任君主為威廉-亞歷山大。

#### 挪威
挪威多個小王國在872年統一並建立大一統王國，而小王國的國王歷史甚至可追溯至更古老的時期，令挪威成為瑞典和丹麥外又一歷史悠久的歐洲君主制。
挪威分別在1397年至1524年、1536年至1814年、1814年至1905年期間，是卡尔马联盟、丹挪聯合王國和瑞挪聯盟的一部分。1905年6月7日，挪威再次完全獨立。目前國內有約兩成人支持改制共和，現任君主是哈拉尔五世。

#### 西班牙
1516年1月23日，卡洛斯一世将卡斯蒂利亞王權和阿拉贡王权集于一身，统治西班牙全境。但在1873年2月11日被第一共和國推翻，翌年12月29日君主制復辟。君主制在1931年4月14日第二次被推翻，到1939年4月1日弗朗西斯科·佛朗哥展開獨裁統治。君主制最終在1975年11月22日（即佛朗哥死後兩日）二度復辟，胡安·卡洛斯一世登基為王。1978年西班牙憲法確立君主頭銜為「西班牙國王」，但君主也可以使用其他名，如卡斯蒂利亚、莱昂、阿拉贡、兩西西里、耶路撒冷、納瓦拉、格拉纳达、西維爾、托萊多、瓦倫西亞、加利西亞、薩丁尼亞、哥多華、或科西嘉國王等。
目前國內有多個組織建議立國「西班牙第三共和國」，而2006年民調顯示只有約25%受訪者支持改制。但隨著卡洛斯一世在2014年退位，共和派支持度上升，但依然與君主制支持度差不多，繼而成為歐洲君主國中廢君支持度最高的地方。現任君主是費利佩六世。

#### 瑞典
瑞典的君主制度可以一直追溯至10世紀之前的半傳疑國王。11世紀初期，斯韋阿蘭和約塔蘭統一成為瑞典，君主制自此無間斷持續至今。贝尔纳多特王朝1818年執政至今，現任君主是卡尔十六世·古斯塔夫。

#### 英國
聯合王國前身的英格蘭王國及蘇格蘭王國分別在871年及843年立國，到1603年3月24日兩國王位合二為一。1649年1月30日，英格蘭王位開始空缺，及後英格蘭先後進入兩次聯邦和一次護國公時期，直至1660年5月25日新王登基才結束。1707年5月1日，英蘇兩國結合為一王國，稱之為聯合王國。1876年維多利亞女王兼任印度女皇，是英國君主首次得到女皇頭銜（Empress），1947年印度獨立後，時任國王喬治六世取消皇帝（Emperor）頭銜。
2006年的調查顯示，支持廢君改制共和的有約18%，大部分市民相信皇位在未來三十年都會繼續、五十年後的皇位存亡則難以預測、一百年後皇位將不復見；另外約三成人贊成在伊利沙伯二世駕崩後結束君主制。
現任國王是查爾斯三世，國王同時是15個聯邦王國的國家元首，全部都是歐洲以外。部分聯邦王國有不少民眾支持共和制。

#### 梵蒂岡
梵蒂岡與聖座有分別，前者在20世紀才成為主權國家，後者則已存在將近二千年。19世紀，薩丁尼亞王國吞併教宗國，繼而成立意大利王國，但不獲梵蒂岡承認。直至1929年的拉特朗条约，意大利王國和梵蒂岡城國互相承認對方是獨立的主權國家。自此，由選舉產生的梵蒂岡城國君主同時擔任教宗，並同時擁有「教會領地之國王」。現任教宗是良十四世（Leo XIV）。

### 繼承法

歐洲各君主國的王位繼承制度
嫡長繼承制（不限男女）
嫡長繼承制（男性優先）
嫡長繼承制（僅限男性）
選舉君主制

大部分歐洲王位繼承順序都是採用嫡長繼承制，比利時、丹麥、盧森堡、荷蘭、挪威、瑞典和英國都是奉行絕對嫡長繼承制，即不論男女的最年長子女繼承王位；摩納哥和西班牙的王位繼承則是男性優先，列支敦士登更加是僅限男性。1990年，挪威批准王位繼承改行絕對嫡長制，代表女性都可以繼承王位，但未有溯及既往，因此哈康王储依然是法定王位繼承人，而非其胞姊。至於瑞典也在1980年批准同樣改動，不過具有追溯力。
西班牙國內也有計劃修改繼承法，讓女性加入王位繼承順序，但程序相對複雜：先是提出修訂憲法，及後連續兩屆西班牙國會需要三分二絕對多數通過修憲，繼而由公投投票通過。由於過程牽涉到解散國會和提前大選，時任首相何塞·路易斯·罗德里格斯·萨帕特罗表示他會到2008年任期結束後才會解散國會，但最終公投也沒有舉行，不過民調顯示大部分選民支持修訂憲法。
然要修改英國王位繼承法的話，英國及其餘15個聯邦王國也須一致同意。英廷制定2013年皇位繼承法令後，英方和多個王國均須進行立法程序，法令最終在2015年3月26日生效。
列支敦士登奉行薩利克法，所有女性都不能繼承王位，除非男性後裔絕嗣。2007年11月的一個聯合國委員會曾經批評此法違反性別平等。盧森堡到2011年6月20日廢除僅限男性的繼承法，改為不限男女。
安道爾的聯合大公為法國總統和烏赫爾主教，分別由法國人民選出和教宗委任。梵蒂岡的君主為教宗，由樞機團選出。

### 王室支出
要求廢除君主制的其中一個理據為君主或會過度揮霍，使得國家開支比起共和制國家更多。不過此對比難以得出結論，原因包括：各國的財政管理有皆有差異，而且皇室收入和支出也非悉數公開，以及君主私人物業的管理方法不一等等。例如英國的皇家地產就有特殊的法律地位，它既非政府物業，亦非君主私人物業。自1760年喬治三世登基為國王後，這些世襲財產的收益都會由各任君主分配給政府的財政部。在2015至2016財政年度，王室收入為3億英鎊，遠超王室開支。
2016年，荷蘭報章《人民報》發表文章，總覽歐洲王室的年度開支（不包括盧森堡和四個歐洲微型王國）。
| 國家 | 王室年度開支 （不包括安全開支） | 君主年薪 | 君主需交稅？ | 納稅人平均承擔的 王室年度開支 |
| --- | ------------------------------- | -------- | ------------ | ----------------------------- |
| 比利时 | €3,600萬                        | €1,150萬 | 是           | €3.15                         |
| 丹麦 | €1,300萬                        | €1,000萬 | 只有遺產稅   | €2.30                         |
| 荷蘭 | €4,100萬                        | €900萬   | 否           | €2.40                         |
| 挪威 | €5,100萬                        | €1,200萬 | 否           | €9.70                         |
| 西班牙 | €800萬                          | €200萬   | 是           | €0.16                         |
| 瑞典 | €1,300萬                        | €670萬   | 是           | €1.30                         |
| 英国 | €4,500萬                        | €1,560萬 | 是           | €0.70                         |
| 資料來源：2016年人民報，基於七國王室網站資料、2013年希曼·馬蒂斯研究、2017年荷蘭全國預算案、及ABCTOPConsult |                                 |          |              |                               |

2013年，根特大学的希曼·馬蒂斯教授計算了七個歐洲君主國與兩個最多人的歐洲共和國（法國和德國）的開支，並得出四個主要結論：
- 總統的薪金比起君主為低；
- 共和制比君主制透明度更高，前者受正式規範；
- 共和國的前國家元首退休金支出更為高，不過官方數據並沒指出；
- 君主國的國家元首家屬獲資助，加劇了國家的支出。

馬蒂斯強調各國政府的財政透明度有巨大差異，單單以官方數據作比較實屬不公，尤其不透明的君主國開支可能比公眾所知的更高，相反地共和制的法國極其透明，公民能夠確實得知他們所繳費用的項目。他在2015年接受《荷蘭商務日報》訪問時就提及，當年西班牙預算案聲稱預留了770萬歐羅予王室是「不可思議」的，因為媒體指出皇室的開支可能高達8千萬歐羅。
| 國家                                                                          | 政制 | 每年官方支出 | 透明度   |
| ----------------------------------------------------------------------------- | ---- | ------------ | -------- |
| 比利时                                                                        | 君主 | €1,390萬     | 不透明   |
| 丹麦                                                                          | 君主 | €1,329萬     | 不透明   |
| 法國                                                                          | 共和 | €1.062億     | 非常透明 |
| 德国                                                                          | 共和 | €2,560萬     | 比較透明 |
| 盧森堡                                                                        | 君主 | €930萬       | 不透明   |
| 荷蘭                                                                          | 君主 | €399萬       | 比較透明 |
| 挪威                                                                          | 君主 | €4,270萬     | 比較透明 |
| 西班牙                                                                        | 君主 | €790萬       | 不透明   |
| 瑞典                                                                          | 君主 | €1,510萬     | 不透明   |
| 英国                                                                          | 君主 | €3,800萬     | 不太透明 |
| 資料來源：希曼·馬蒂斯《De kosten van een staatshoofd in West-Europa》（2013） |      |              |          |

### 共和聲浪
自17、18世紀的啟蒙時代開始，伴隨著共和主义冒起的，還有呼籲推翻歐洲君主制度的浪潮。法国大革命期間，法兰西第一共和国和反法同盟佔領地的旧制度遭到廢除，繼而成立姊妹共和國。不過到拿破仑一世在1804年自行登基為法蘭西人民皇帝後，除了瑞士外的所有法國舊領地和姊妹國再次成為親信的君主國。後拿破崙時期的歐洲協調重申了歐洲君主制度對平衡勢力的重要性。
之後的數十年，共和主義重拾升勢，又鼓勵了1848年革命。與此同時，自由主義、民族主義和社會主義也漸漸抬頭。兩次世界大戰過後，君主國大多消失殆盡，僅餘的則改制成為君主立憲國。
歐洲大地上的共和主義依舊熾熱，歐洲共和主義運動聯盟的聯繫組織至今推動消滅君主制，或者將預留予王室的資金清盤。除了該聯盟外，部分國家也有小型的組織或政黨呼籲改行共和制（例如荷蘭的Hetis2013、西班牙的我們能）。

### 復辟呼聲
歐洲前君主國的君主主義政治影響力其實十分有限，不過仍然有相關的組織。例如法國的法蘭西運動（1899年成立）、德國的傳統與生命（1959年）意大利的君主主義聯盟（1972年）、捷克的王冠黨（1991年）、希臘的國家希望（2010年）、俄羅斯的君主黨（2012年）。不過同為前君主國的奧匈帝國末代王儲奧托·馮·哈布斯堡在1958年放棄所有哈布斯堡頭銜，使得奧地利君主主義再受打擊。
南斯拉夫王儲亞歷山大是倡議塞爾維亞重新成立君主立憲國的主要推手之一，相信君主制能夠為塞爾維亞帶來穩定和團結，並認為自己是正當國王。多個政黨和組織也支持塞國實行君主立憲制，例如塞爾維亞正教會就公開支持王位復辟，曾任總理的佐兰·金吉奇也曾經支持王儲及王室的工作和活動。2011年，塞爾維亞小報《Blic》的網上公開民調顯示有64%人支持復辟。2013年5月的民調則顯示39%受訪者支持、32%反對。2015年7月27日民調中，49.8%受訪者支持重立君主制、44.6%反對、5.5%則中立。
羅馬尼亞王室在2007年要求進行民意調查，結果顯示只有14%受訪者支持復辟；2008年民調則顯示只有16%受訪者是君主主義支持者。2017年12月，在羅馬尼亞王室支持度上升及先王米哈伊一世去世的情況下，時任執政的社會民主黨表示未來可以舉行復辟君主制的公投，又認為「這不是一壞事，考慮到君主國都是已發展國家。」

## 延伸閱讀
- Louda, Jiří; Maclagan, Michael. . Macmillan. 1991. ISBN 978-0-02-897255-8.

## 外部連結
- 维基共享资源上的相關多媒體資源：歐洲君主政體
- . The World Factbook. Central Intelligence Agency. 2006-07-11  [2006-07-19]. （原始内容存档于2017-11-07）.
- . World Leaders. Central Intelligence Agency. 2006-07-18  [2006-07-19]. （原始内容存档于2020-11-05）.